# تیانشوی
تیانشوی (به لاتین: Tianshui) یک شهر مرکزی در جمهوری خلق چین است که در گانسو واقع شده‌است.

## خصوصیات
تیانشوی ۱۴٬۳۰۰ کیلومترمربع مساحت و ۳٬۲۶۲٬۵۴۸ نفر جمعیت دارد و ۱٬۱۷۱ متر بالاتر از سطح دریا واقع شده‌است.

## خواهرخوانده
شهر بندیگو خواهرخواندهٔ تیانشوی هست.